# 严宏谟
严宏谟（1932年10月—），男，汉族，湖北武汉人，中华人民共和国政治人物，曾任国家海洋局局长，第八、九届全国政协委员。